# Aristida subspicata
Aristida subspicata är en gräsart som beskrevs av Carl Bernhard von Trinius och Franz Josef Ivanovich Ruprecht. Aristida subspicata ingår i släktet Aristida och familjen gräs.
Artens utbredningsområde är Galápagosöarna. Inga underarter finns listade i Catalogue of Life.